# Astrid Sampe
 (janvier 2025).
Si vous disposez d'ouvrages ou d'articles de référence ou si vous connaissez des sites web de qualité traitant du thème abordé ici, merci de compléter l'article en donnant les références utiles à sa vérifiabilité et en les liant à la section « Notes et références ».
Astrid Sampe, née le 27 mai 1909 à Stockholm en Suède et morte le 1er janvier 2002 à Stockholm, est une designer de textiles qui travailla principalement pour Nordiska Kompaniet.

## Biographie

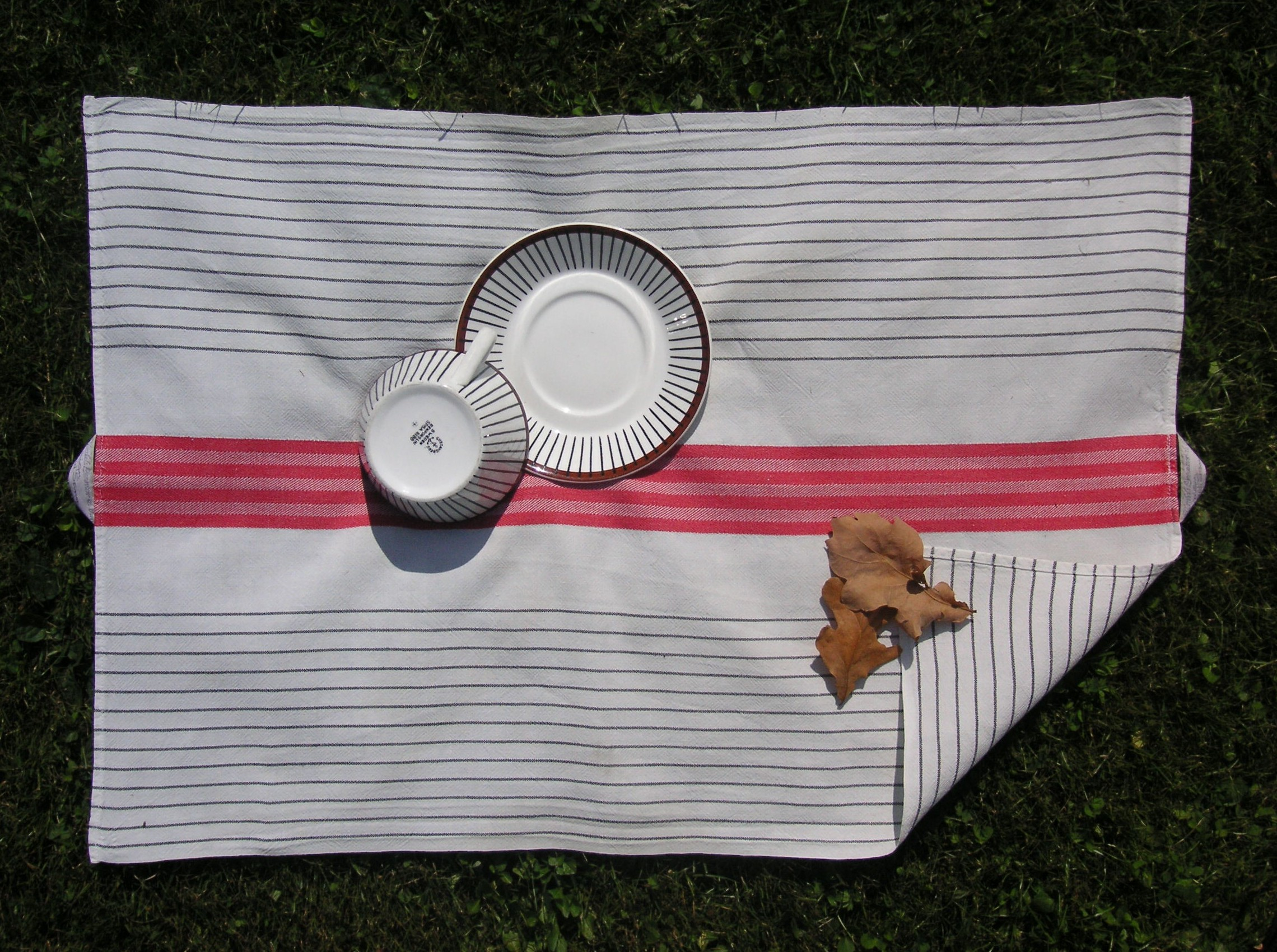
Kökstrivsel et
Spisa Ribb de Stig Lindberg.

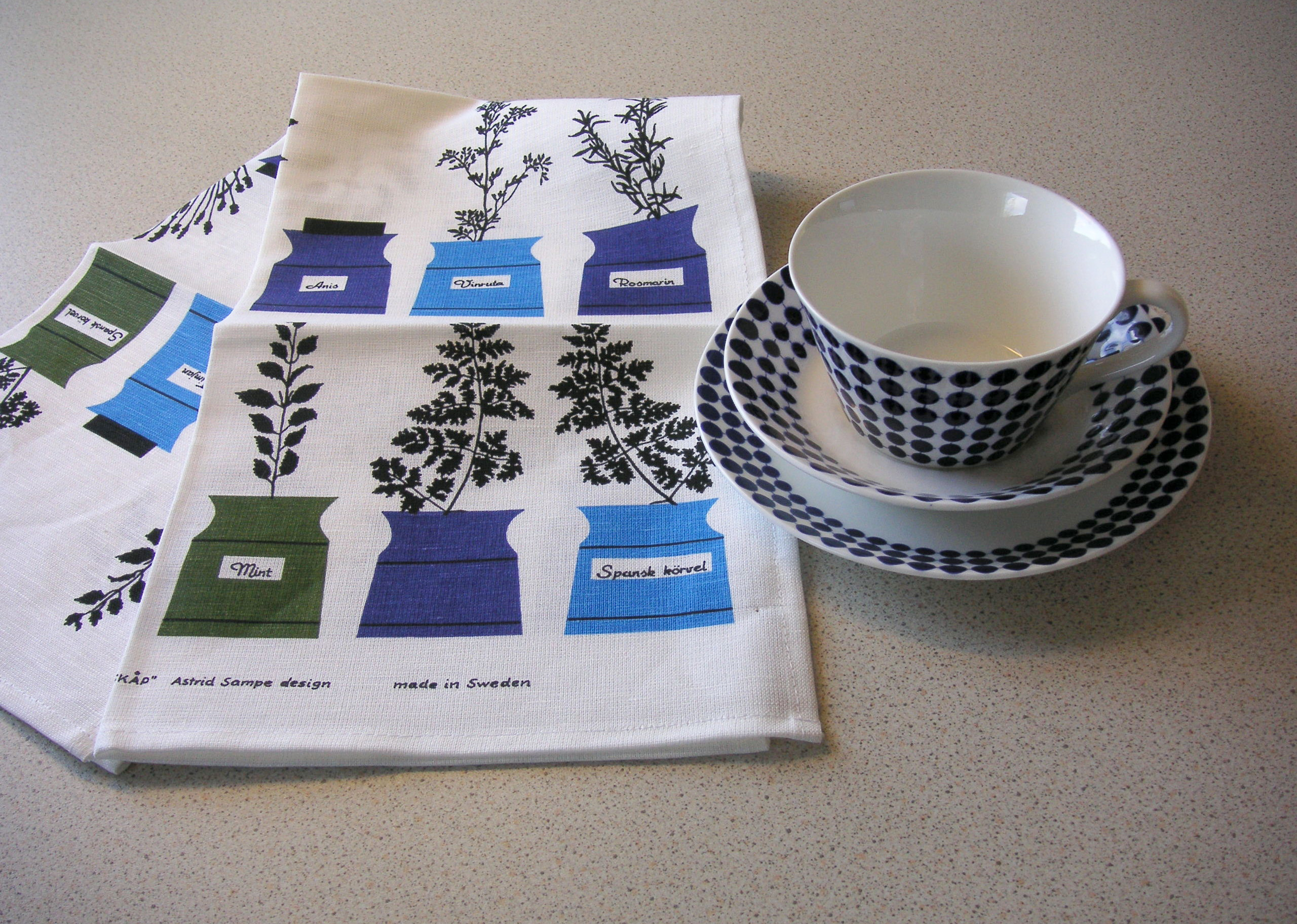
Perssons kryddskåp et
Adam de Stig Lindberg.

Astrid Sampe est la fille du fabricant de textiles Otto (Pettersson) Sampe et d'Anna Larson. Elle a grandi à Borås, où son père dirigeait une industrie textile, et dès son enfance, elle était autorisée à participer aux différentes étapes de la production après ses devoirs.
De 1928 à 1932, elle se forme à l'École supérieure d'art industriel de Stockholm, puis au Royal College of Art de Londres, et, en tant que boursière de l'Association suédoise de l'artisanat, elle apprend par elle-même lors de voyages en Allemagne, en France, en Italie et en Tchécoslovaquie en 1934, qui débouchent sur un long rapport sur la capacité de l'industrie textile suédoise à produire des étoffes imprimées. En 1936, elle est engagée comme styliste chez Nordiska Kompaniet. Un an plus tard, elle prend la tête de la nouvelle société Textilkammare de NK et, en 1960, elle est nommée directrice et membre du conseil d'administration. En 1939, elle travaille avec Sven Markelius à la conception du pavillon suédois de l'exposition universelle de New York. Elle a également collaboré avec le créateur de meubles Elias Svedberg. 
Astrid Sampe est également considérée comme la première designer textile à avoir introduit la fibre de verre résistante à l'eau et au feu en Suède (1946).
Lors de H55, l'exposition spécialisée de Helsingborg en 1955, la ligne Linen a été présentée, une révolution de l'armoire à linge suédoise initiée et créée par Astrid Sampe et Marianne Nilsson pour les usines d'Almedahl. De nouveaux formats, motifs et couleurs pour les draps, les serviettes et les torchons. Elle comprend également Kökstrivsel, un torchon de cuisine en lin avec des « rayures de pets » rouges et noires. Cette initiative s'inscrivait dans le droit fil du slogan de l'association suédoise de l'artisanat, à savoir « des produits quotidiens plus beaux ». Plus de cinquante ans plus tard, le torchon est toujours produit par l'usine de tissage de lin Klässbols, dans le Värmland.
Dans les années 1950, les serviettes imprimées étaient une nouveauté et sont devenues très populaires en Suède. L'armoire à épices d'Astrid Sampes Persson est notamment dédiée à la céramiste Signe Persson Melin, qui a réalisé au début des années 1950 une série célèbre de pots à épices en céramique avec des couvercles en liège. En 1952, elle a entamé une collaboration avec l'usine de tapis Kasthall à Kinna, où elle a conçu une série de tapis Wilton légèrement rayés ou présentant des figures géométriques discrètes. 
À partir de 1946, elle a collaboré avec un certain nombre d'architectes sur le rôle des textiles dans la création de l'environnement et a meublé ou aidé à meubler un certain nombre de missions suédoises, y compris les ambassades de Washington et de Tokyo. Elle a participé à la décoration intérieure textile du bâtiment de l'association des étudiants de l'université de technologie à Stockholm et a composé les magnifiques tapis de la bibliothèque Dag Hammarskjöld au siège des Nations unies à New York. Les motifs des tapis s'inspirent de cinq espèces d'arbres différentes provenant des cinq continents. Depuis 1948, elle est également employée en tant que designer par la section textile de Knoll International et par la plus grande usine de tapis d'Amérique, Vigelo, dans le Connecticut.
En 1972, Sampe a quitté NK et a créé son propre studio à Stockholm pour concevoir des textiles et des intérieurs. Elle a été élue membre honoraire de la Faculty of Royal Designers for Industry à Londres en 1949. Elle a exposé séparément plusieurs fois à New York et à Londres. Elle a participé à l'exposition universelle de 1937, à l'exposition universelle de 1939 et à l'exposition « Hommage à la Suède » de 1960, ainsi qu'à un grand nombre d'expositions d'art et d'artisanat suédois. Avec Vera Diurson, elle a publié le livre Textil bilderbok. 
Sampe est représenté au Nationalmuseum, au musée Röhss, au musée de l'armée, au musée du comté de Kalmar, au musée du comté de Jönköping, au musée nordique, au musée d'Helsingborg, au Kulturen de Lund, au musée de Malmö, au musée de Sörmlands Sörmland Museum (en) et à Jamtli, au musée d'art moderne de New York, au Victoria and Albert Museum de Londres, au Walker Art Center de Minneapolis et au Musée national des arts décoratifs de Trondheim.